# Montaigut-le-Blanc (Creuse)
Montaigut-le-Blanc ist eine Gemeinde in Frankreich. Sie gehört zur Region Nouvelle-Aquitaine, zum Département Creuse, zum Guéret und zum Kanton Guéret-2. Sie grenzt im Norden an Gartempe, im Nordosten an Saint-Silvain-Montaigut, im Osten an Saint-Victor-en-Marche, im Südosten an Azat-Châtenet, im Süden an Augères, im Südwesten an Mourioux-Vieilleville und im Westen an Le Grand-Bourg.
Montaigut-le-Blanc hat einen Bahnhof.

## Sehenswürdigkeiten
- Schloss von Montaigut-le-Blanc
- Kirche Saint-Pierre-ès-Liens

## Bevölkerungsentwicklung
| Jahr      | 1962 | 1968 | 1975 | 1982 | 1990 | 1999 | 2008 | 2012 |
| --------- | ---- | ---- | ---- | ---- | ---- | ---- | ---- | ---- |
| Einwohner | 573  | 537  | 471  | 461  | 448  | 396  | 383  | 393  |

## Verkehr
Montaigut hat einen Bahnhof an der Bahnstrecke Montluçon–Saint-Sulpice-Laurière, der von Zügen des Transport express régional nach Limoges Bénédictins und Guéret bedient wird.